# 瓦伊利亞科查山
15°25′21″S 71°54′34″W / 15.42250°S 71.90944°W
瓦伊利亞科查山（Huaillaccocha），是秘魯的山峰，位於該國南部阿雷基帕大區，由卡伊尤馬省的塔派區負責管轄，屬於奇拉山脈的一部分，海拔高度5,100米。